# کاموف-۲۲۶
کاموف کا-۲۲۶ (به انگلیسی: Kamov Ka-226) یک بالگرد ساختِ کارخانهٔ کاموو در کشور روسیه است. این بالگرد برای نخستین بار در ۴ سپتامبر ۱۹۹۷ میلادی مورد استفاده قرار گرفت.